# Voskop
Voskop là một xã trong quận Korçë thuộc hạt Korçë, Albania. Dân số năm 2005 là 4845 người.